# Labichea buettneriana
Labichea buettneriana är en ärtväxtart som beskrevs av Ferdinand von Mueller. Labichea buettneriana ingår i släktet Labichea och familjen ärtväxter. Inga underarter finns listade i Catalogue of Life.